# Ivar Aavatsmark
Ivar Aavatsmark, född den 11 december 1864 på Høylandet, Namdalen, död den 1 juli 1947, var en norsk militär och politiker (Venstre).
Aavatsmark fick sin officersexamen 1889, avlade generalstabsexamen 1903, utnämndes 1915 till överste och chef för Nordre Trondhjems infanteriregemente. 1919 befordrades han till generalmajor, och blev 1920 divisionschef och 1928 kommendant vid Akershus fästning. Åren 1906-1921 var han stortingsman för Snaasen och 1919-1920 samt 1921-1923 försvarsminister. I stortinget var Aavatsmark från 1909 ordförande i militärkommittén och nedlade stor förtjänst vid genomförandet av 1911 års härordning.